# Stegophiura rhabdotoplax
Stegophiura rhabdotoplax is een slangster uit de familie Ophiuridae.
De wetenschappelijke naam van de soort werd in 1942 gepubliceerd door Murakami.